# Lisa Waltz
Pour les articles homonymes, voir Waltz.
Lisa Waltz est une actrice américaine née le 31 août 1961 à Limmerick, Pennsylvanie (États-Unis).

## Biographie
Elle est apparue dans de nombreuses séries télévisées, telles que Code Quantum, Everwood, Nip/Tuck, Ghost Whisperer. Elle est apparue dans l'épisode 6 de la première saison de X-Files (L'Ombre de la mort), incarnant Lauren Kyte, une jeune employée de bureau introvertie, qui déclenche un phénomène de Poltergeist.
L'un de ses premiers rôles au cinéma a été celui de Nora dans le film Brighton Beach Memoirs (1986), adapté du livre éponyme. 
Elle a joué des rôles réguliers dans les séries , Angela, 15 ans, Hôpital central et 90210 Beverly Hills : Nouvelle Génération. En 2015, elle tient un rôle récurrent dans la série Fear the Walking Dead: Flight 462 en interprétant Suzanne dans la Web série Flight 462.

## Filmographie

### Cinéma
- 1984 : Reckless : Cheerleader
- 1986 : Brighton Beach Memoirs : Nora
- 1992 : Simetierre 2 : Amanda Gilbert
- 1992 : The Opposite Sex and How to Live with Them (en) : Lisbeth
- 1993 : Stone Soup : Ava
- 1996 : Red Ribbon Blues (en) : Bones
- 1998 : Drôle de couple 2 (The Odd Couple 2) : Hannah Unger
- 1999 : Starry Night : Kathy Madison
- 2005 : Une famille 2 en 1 (Yours, Mine & Ours) : Kathy Madison
- 2009 : Knuckle Draggers : Stacy
- 2011 : Head Over Spurs in Love : Darlene Bingham

### Télévision
- 1987 : CBS Summer Playhouse (série télévisée) (1 épisode) : Holly
- 1988-1989 : Heartbeat (série télévisée) (2 épisodes) : Mary Kazak
- 1989 : Tribunal de nuit (série télévisée) (1 épisode) : Rita Vargas
- 1989 : Génération pub (série télévisée) (1 épisode) : Beth
- 1989 : Un flic dans la mafia (série télévisée) (2 épisodes) : Lauren Burroughs
- 1990 : Le père Dowling (série télévisée) (1 épisode) : Sarah McMasters
- 1990 : Matlock (série télévisée) (1 épisode) : Frances 'Frannie' Morrissey
- 1991 : Monsters (série télévisée) (1 épisode) : Catherine O'Connell
- 1991 : Code Quantum (série télévisée) (1 épisode) : Lilly
- 1992 : Nurses (série télévisée) (1 épisode) : Gail
- 1992 : Seduction: Three Tales from the 'Inner Sanctum' (Téléfilm)
- 1992 : Melrose Place (série télévisée) (1 épisode) : Liz McBain
- 1993 : Bienvenue en Alaska (série télévisée) (1 épisode) : Stephie O'Connell
- 1993 : Herman's Head (série télévisée) (1 épisode) : Carin
- 1993 : Lifepod (Téléfilm)
- 1993 : X-Files (série télévisée) (Saison 1, épisode L'Ombre de la mort) : Lauren Kyte
- 1994 : Roswell, le mystère (Téléfilm) : Janet Foss
- 1994-1995 : Angela, 15 ans (série télévisée) (5 épisodes) : Hallie Lowenthal
- 1995 : Naomi & Wynonna: Love Can Build a Bridge (Téléfilm)
- 1995 : Dingue de toi (série télévisée) (1 épisode) : Didi
- 1995-1996 : Can't Hurry Love (série télévisée) (2 épisodes) : Gail Tanny
- 1996 : Erreur judiciaire (Innocent Victims) (Téléfilm)
- 1996 :  Urgences (série télévisée) (1 épisode) : Mrs. Wimbur
- 1996 : Dark Skies : L'Impossible Vérité (série télévisée) (1 épisode) : Andrea 'Andi' Sayers
- 1996 : Les Anges du bonheur (série télévisée) (1 épisode) : Nora
- 1996 : Enemy (Téléfilm)
- 1997 : Brentwood (série télévisée) (1 épisode) : Shirley
- 1998 : Ask Harriet (série télévisée) (13 épisodes) : Melissa Peters
- 1998-2001 : Frasier (série télévisée) (2 épisodes) : Tricia
- 1999 : Fantasy Island (série télévisée) (1 épisode)
- 1999 :  Providence (série télévisée) (1 épisode) : Tracy Owens
- 1999 : Any Day Now (série télévisée) (1 épisode)
- 1999 : Deux privés à Vegas (série télévisée) (1 épisode) : Jamie Boston
- 2001-2002 : Espions d'État (The Agency) (série télévisée) (4 épisodes) : Patrice DeAllo
- 2002 : La Vie avant tout (série télévisée) (1 épisode) : Dr. Doris Pasternak
- 2002 : Hôpital San Francisco (série télévisée) (1 épisode)
- 2003 : Oliver Beene (série télévisée) (1 épisode) : La mère de Michael
- 2003 : Boomtown (série télévisée) (1 épisode) : Pamela Donner
- 2003 : Cold Case : Affaires classées (série télévisée) (1 épisode) : Melanie Whitley
- 2003 : Line of Fire (série télévisée) (1 épisode) : Evangeline Mattington
- 2004 : Everwood (série télévisée) (2 épisodes) : Diane Shumacher
- 2004 : Tru Calling : Compte à rebours (série télévisée) (1 épisode) : Grace
- 2004 : Nip/Tuck (série télévisée) (1 épisode) : Trudy Nye
- 2004 : NIH : Alertes médicales (série télévisée) (1 épisode) : Ms. Johnson
- 2005 : Inconceivable (série télévisée) (5 épisodes) : Ellen Gilley
- 2005 : Commander in Chief (série télévisée) (2 épisodes) : Alison Remarque
- 2005 : Les Experts : Miami (série télévisée) (1 épisode) : Brenda Hall
- 2006 : Esprits criminels (série télévisée) (1 épisode) : Judy Homefeldt
- 2007 : Ghost Whisperer (série télévisée) (1 épisode) : Heather
- 2007 : Bones (série télévisée) (1 épisode) : Jean Marie Howard
- 2007 : Boston Justice (série télévisée) (1 épisode) : Dorothy Scanlon
- 2007 : FBI : Portés disparus (série télévisée) (1 épisode) : Monica Beckett
- 2007 : Side Order of Life (série télévisée) (6 épisodes) : Dr. Rain
- 2007-2011  : Les Feux de l'amour (série télévisée) (12 épisodes) : Dr. Mason
- 2009 :  Castle (série télévisée) (1 épisode) : Laurie Horn
- 2009 : Lie to Me (série télévisée) (1 épisode) : Mrs. Roland
- 2009 : The Eastmans (Téléfilm) : Heather Queenan
- 2010 : Hôpital central (série télévisée) (6 épisodes) : Melinda Bauer
- 2010 : Miami Medical (série télévisée) (1 épisode) : Leslie
- 2010 : Private Practice (série télévisée) (1 épisode) : Rachel
- 2010-2011  : 90210 Beverly Hills : Nouvelle Génération (série télévisée) (7 épisodes) : Katherine Upton
- 2012 : The Finder (série télévisée) (1 épisode) : Karyn Welling
- 2012 : Perception (série télévisée) (1 épisode) : Sandy Shelby
- 2015-2016 : Fear the Walking Dead (série télévisée) (13 épisodes) (Flight 462) :  Suzanne, la femme de Marcus
- 2018 : For the People (série télévisée) (1 épisode) :  Principal Hatcher
- 2021 : Shameless (série télévisée) (1 épisode) :  Mrs. Sugar